# Louis Capitan

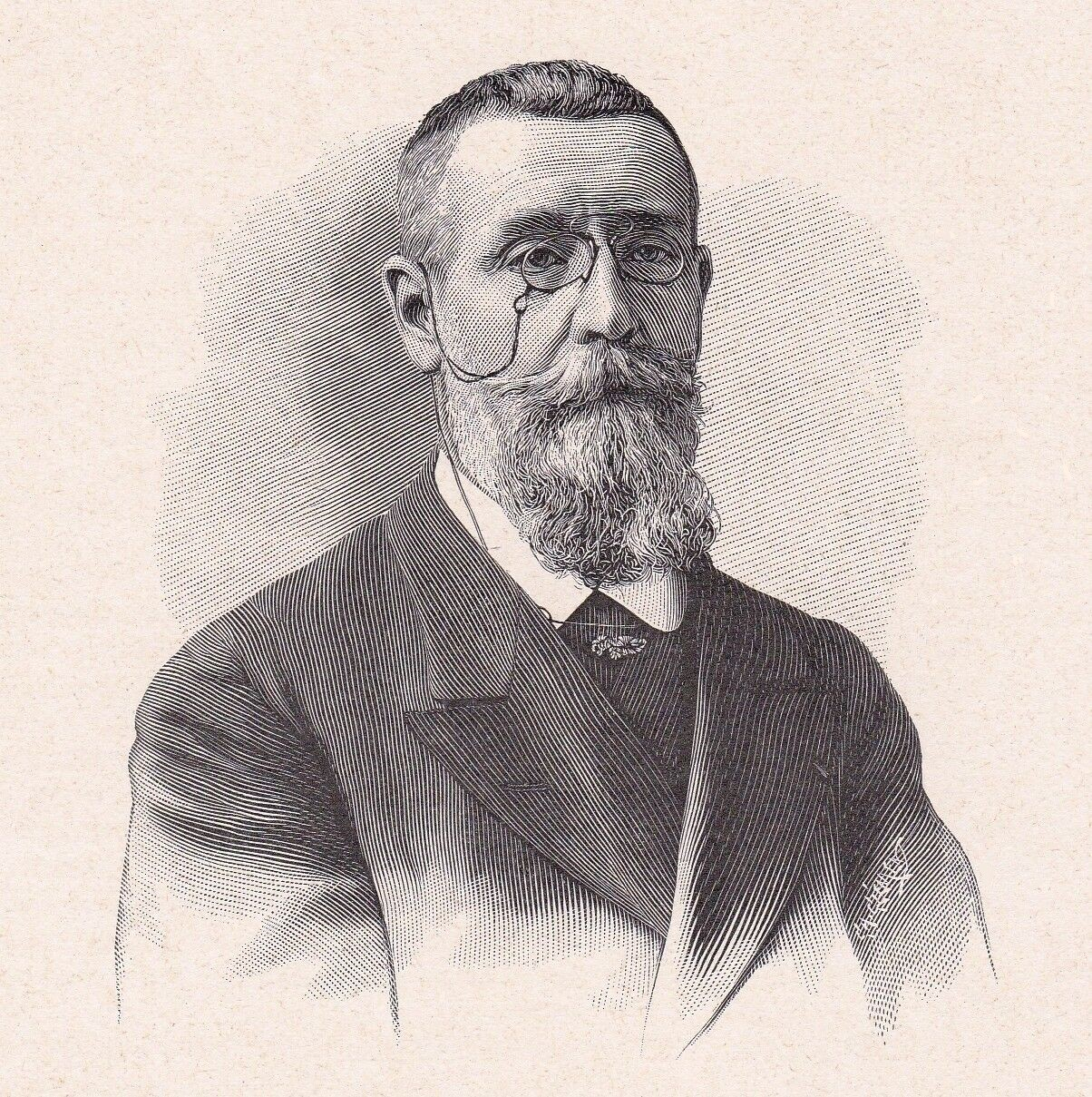
Louis Capitan

Joseph Louis Capitan (Parijs, 19 april 1854 - aldaar, 1929) was een Frans arts, archeoloog en paleoantropoloog.

## Levensloop
Hij was de zoon van Prosper Aimé Capitan, een legerofficier, en Antoinette Delphine Barbet. Al als tiener toonde hij interesse in archeologie en paleontologie. Hij studeerde geneeskunde in Parijs waar hij in 1878 afstudeerde en in 1883 zijn doctoraat behaalde. Hij huwde in 1884 met Eugénie Hélène Verdin. Tussen 1894 en 1899 werkte hij in de Parijse ziekenhuizen Hôtel-Dieu en La Pitié.  Hij werd lector en vervolgens professor aan de École d'Anthropologie. In 1898 volgde hij er zijn leermeester Gabriel de Mortillet op als professor prehistorische antropologie. Deze positie behield hij tot zijn dood in 1929. In 1909 werd hij lid van de Académie de Médecine. Tijdens de Eerste Wereldoorlog werkte hij als arts in een militair hospitaal in Vincennes. In 1918 was hij medeoprichter van de Institut International d'Anthropologie. Hij werd in 1918 ridder in het Legioen van Eer.

## Onderzoek

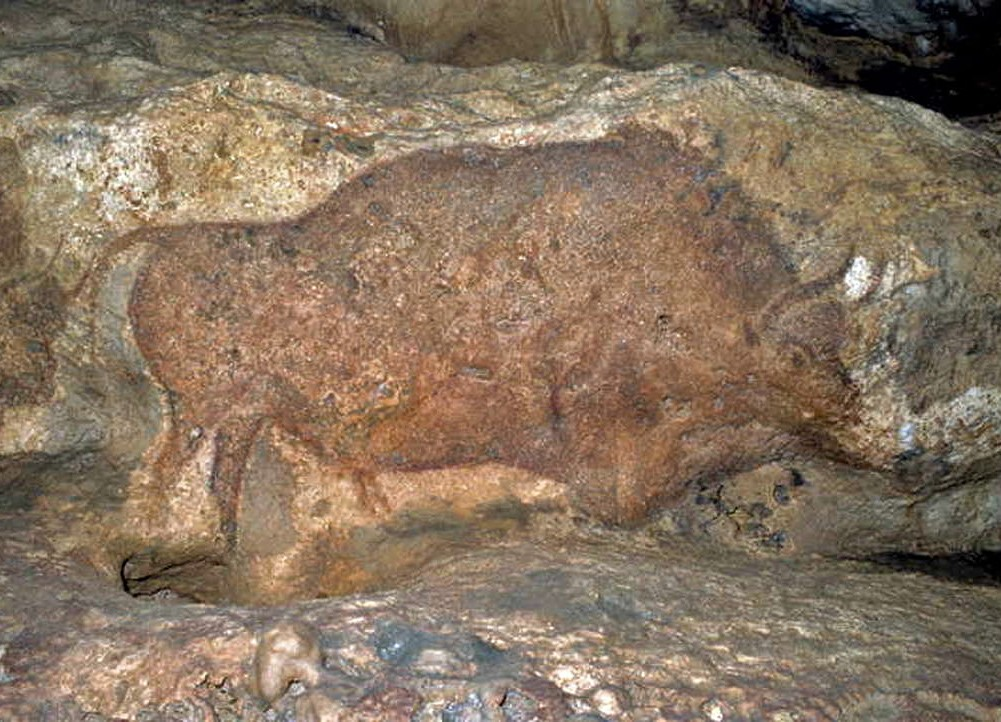
Schildering van een bizon in de Grotte de Font-de-Gaume

Rond 1893 bezocht Capitan voor het eerst de vallei van de Vézère in de Dordogne. Hij begon er met schoolmeester Denis Peyrony paleolithische sites op te graven. In 1901 ontdekten de twee, samen met Capitans leerling Henri Breuil, de grotten van Combarelles en Font-de-Gaume. Met Peyrony onderzocht hij ook de grot van La Ferrassie waar ze resten van Neanderthalers opgroeven. Capitan hielp verder bij het documenteren en conserveren van de grotten van La Grèze, La Mairie (Teyjat), Vabri Mège en La Madeleine. Hij was ondertussen lid geworden van de Commission des Monuments historiques.
Naast zijn onderzoek in de Dordogne reisde Capitan ook naar de Verenigde Staten en Mexico om de precolumbiaanse beschavingen te bestuderen. In 1908 werd hij professor aan het Collège de France waar hij hierover les gaf. In 1927 werd hij voorzitter van dit instituut.

## Betekenis
Capitan combineerde tijdens zijn hele carrière geneeskunde en archeologie. Hij heeft ongeveer 250 publicaties op medisch gebied op zijn conto, ongeveer evenveel als op het gebied van archeologie en paleoantropologie. Toch is hij het bekendst in dit tweede domein.
Onder invloed van Gabriel de Mortillet en Ernest-Théodore Hamy legde Capitan de nadruk op een multidisciplinaire benadering bij zijn prehistorisch onderzoek. Hij combineerde hierbij geologie, paleontologie, archeologie, antropologie en etnologie. Zijn werk met Peyrony en Breuil in Combarelles en Font-de-Gaume was belangrijk om de wetenschappelijke wereld te overtuigen van de authenticiteit van prehistorische grotkunst. Grotschilderingen waren al bekend van onder andere de grot van Altamira maar veel deskundigen twijfelden nog aan de authenticiteit ervan. Zij identificeerden ook de periode van het Aurignacien.

## Collectie
Bij leven schonk Capitan zijn uitgebreide collectie met meer dan 30.000 voorwerpen aan verschillende musea. Zijn precolumbiaanse collectie, inclusief een verzameling Peruviaanse objecten gekocht van Paul Berthon, schonk hij aan het Musée d'Ethnographie. Zijn collectie prehistorische vondsten uit Europa schonk hij aan het Musée des Antiquités Nationales en een collectie archeologische vondsten uit Parijs aan het Musée Carnavalet.